# 火積雲

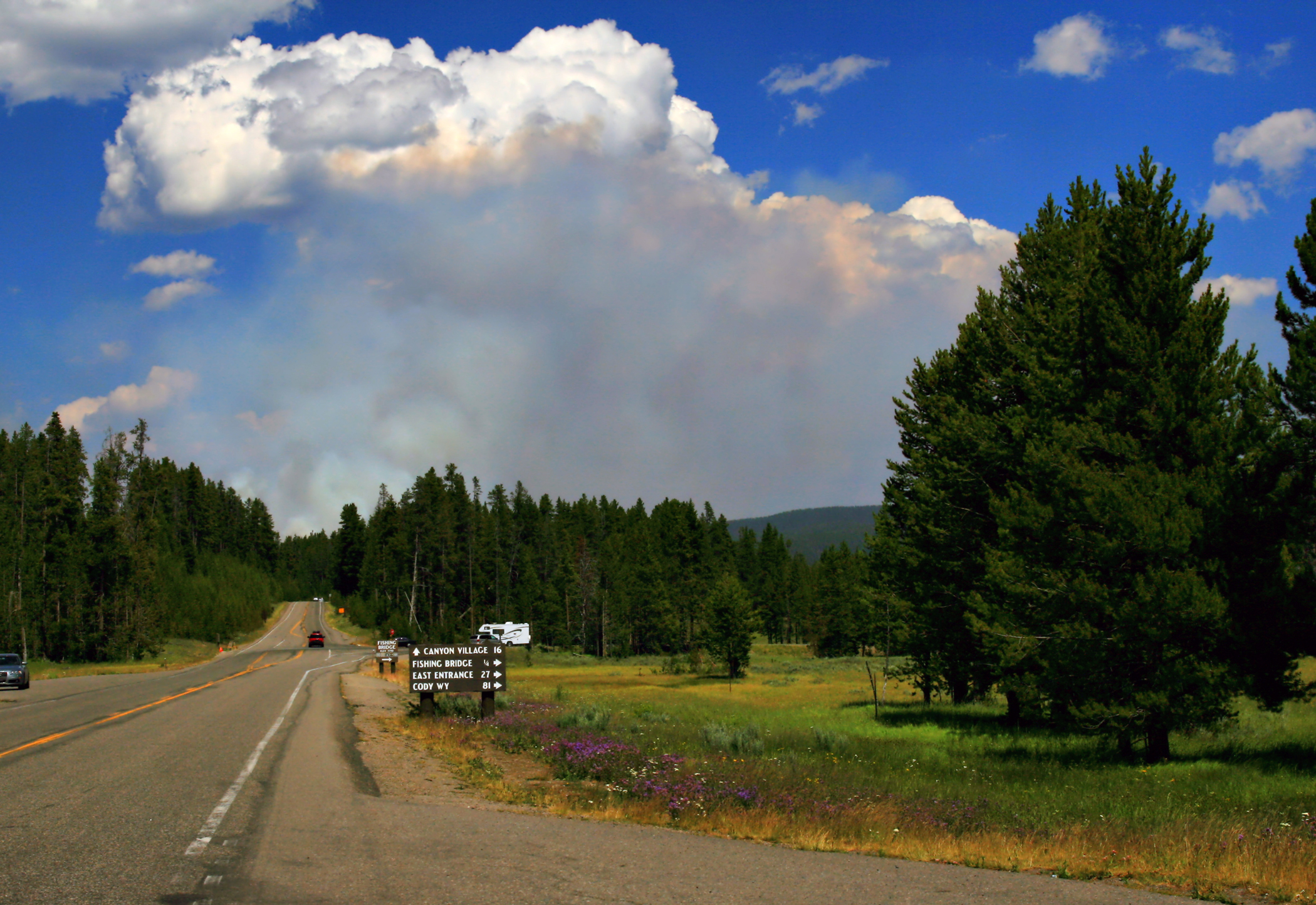
黃石國家公園內因山火引起的火積雲。

火積雲（flammagenitus、pyrocumulus或fire cloud）是一種相當濃厚的積雲，常伴隨火山或山火等高溫環境中形成。
火積雲在動力學上與火災旋風有一些類似之處，而這兩個現象可能會一起出現，但其中一個現象可能會在另一個現象沒有出現時產生。

## 形成

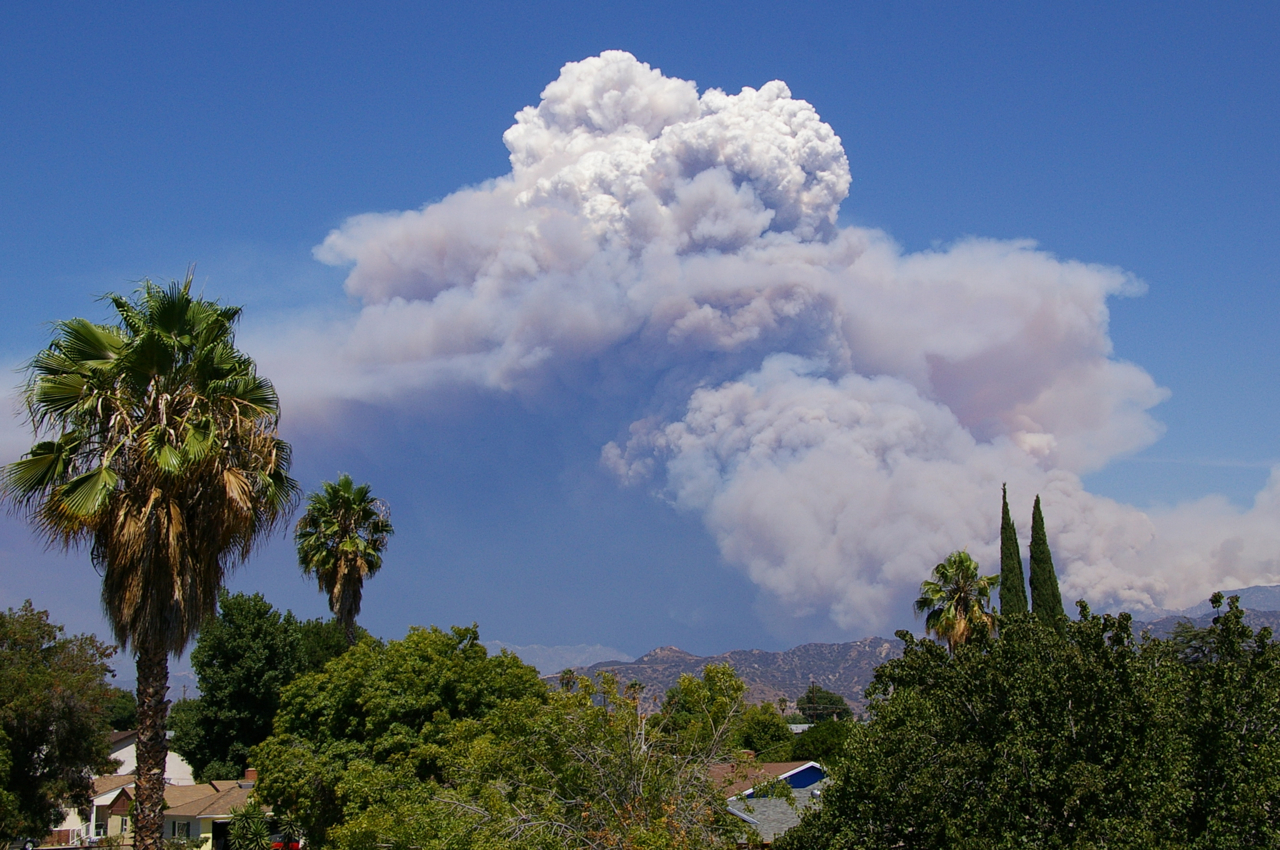
2009年8月加利福尼亞州森林大火中的火積雲。

火積雲是因為來自地表的空氣被加熱到極高溫而形成。高熱會產生大氣對流使氣體上升到穩定的區域，而這些區域會有一定濕度。火山爆發、山火或偶爾因為工業排放都可以形成火積雲。核武器在大氣層中爆炸則會以相同的機制形成蘑菇雲，這也是火積雲的一種。低空的高速氣流會使火積雲更容易形成。環境中水蒸氣凝結（水分存在於大氣層中）和來自焚燒植物或火山噴發的水蒸氣凝結時很容易附著在塵埃上。

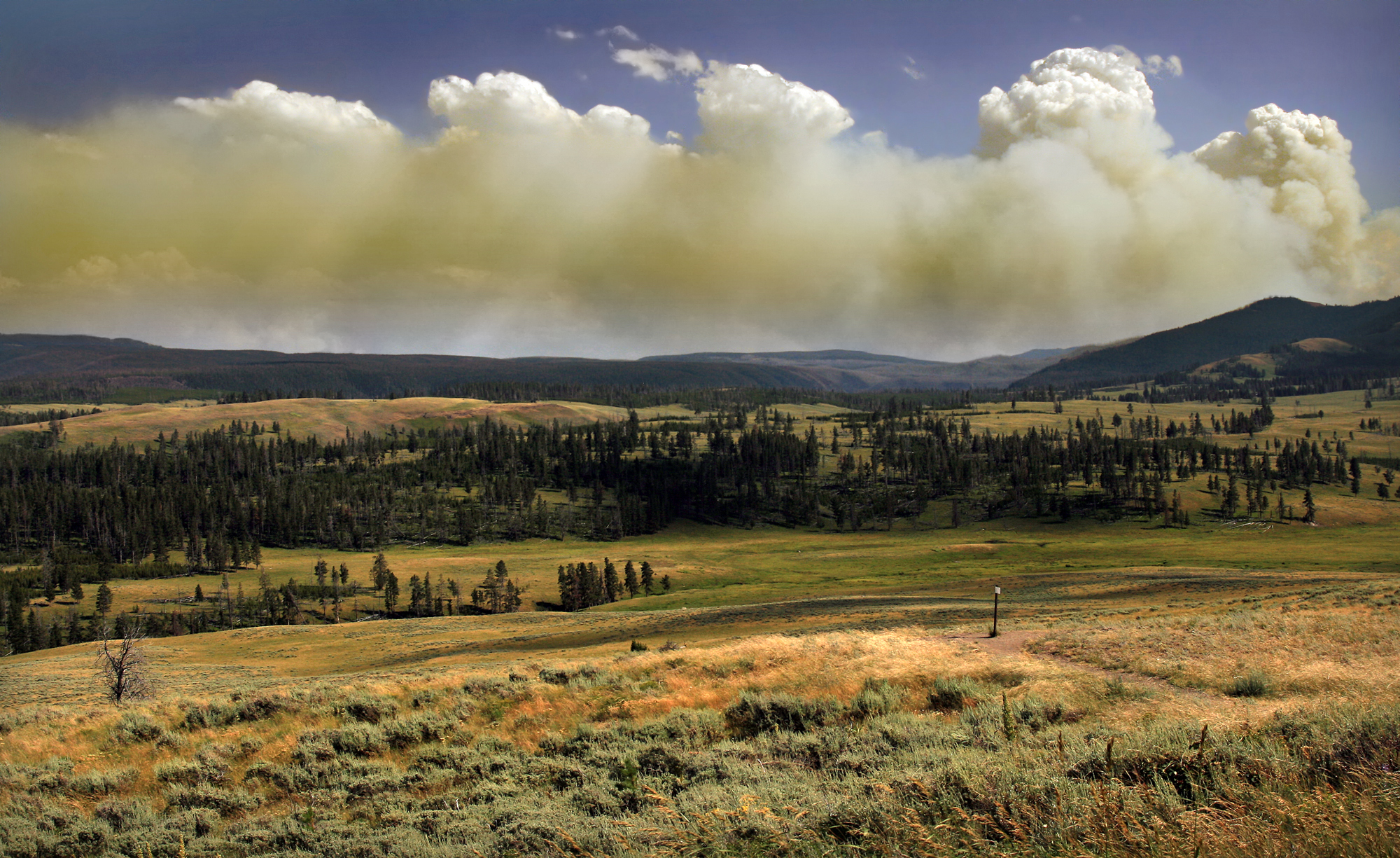
黃石國家公園內因山火引起的火積雲。

火積雲內有強烈的湍流，因此會在地表產生強烈的陣風，會使火勢更加劇烈。巨大的火積雲，尤其是在火山活動時形成的更可能產生閃電。目前對它的機制仍不甚清楚，但可能是因為劇烈湍流引起的電荷分離或與雲中塵埃的性質有關。大型的火積雲內的溫度可以保持在低於冰點以下，而且冰的靜電性質在火積雲的形成上也有一定的作用。會產生閃電的火積雲實際上是積雨雲的一種，又被稱為火積雨雲。世界氣象組織並不承認火積雲和火積雨雲，而是分別列入積雲和積雨雲中。

## 外觀

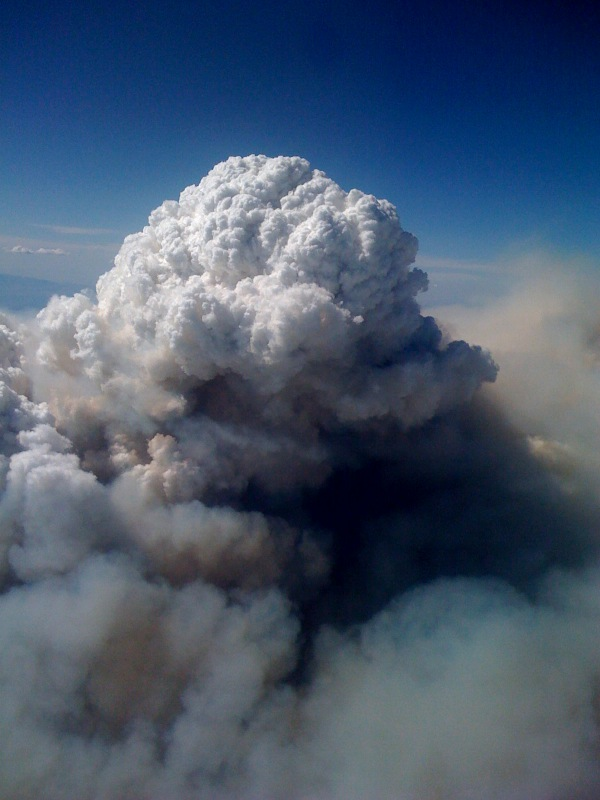
從上方觀察火積雲

火積雲的顏色通常是棕灰色，這是因為火產生的煙和灰燼。它也會逐漸擴大，這是因為灰燼會提供云凝结核讓雲形成。這會引發其他問題，因為火積雲可以引發雷暴，而閃電可以引發其他的火災。

## 火積雲在森林火災中的效應
火積雲可能會增強或抑制山火。有時候來自凝結空氣的水在雲中會成為雨落下，經常將山火澆熄。目前已經有火災產生的火積雲將產生它的火災旋風消滅的例子。但如果火勢夠大，將使火積雲持續成長，並成為屬於積雨雲的火積雨雲，引發閃電則可能造成新的火勢。

## 外部連結
- 维基共享资源上的相關多媒體資源：火積雲